# Ryszard Szczepiński
Ryszard Jan Szczepiński (ur. 1956) – generał brygady Wojska Polskiego w stanie spoczynku.

## Życiorys
Po ukończeniu WSOWZ rozpoczął służbę w 7 Dywizji Desantowej, pełniąc ją na stanowiskach dowódcy plutonu i dowódcy kompanii ochrony i regulacji ruchu i oficera wydziału.
Przeniesiony po ukończeniu studiów w ASG do 12 Dywizji Zmechanizowanej na stanowisko szefa Wydziału Kadr.
W 1994 został skierowany na stanowisko szefa wydziału Polskiego Kontyngentu Wojskowego w Libanie.
Od 1996 w Pomorskim Okręgu Wojskowym w Bydgoszczy jako pełniący obowiązki szefa Wydziału Personalnego – zastępcy szefa Oddziału Kadr.
W 1998 przeniesiony do Dowództwa Wojsk Lądowych, pełni tam szereg stanowisk kończąc na stanowisku szefa zarządu zasobów osobowych (G1).
W 2008 objął stanowisko dowódcy 36 Brygady Zmechanizowanej.
Od 6 listopada 2009 – zastępca szefa Inspektoratu – szef Sztabu w Inspektoracie Wsparcia Sił Zbrojnych.

## Wykształcenie
Absolwent Wyższej Szkoły Oficerskiej Wojsk Zmechanizowanych z 1980 oraz Akademii Sztabu Generalnego WP z 1989. Ponadto absolwent studiów podyplomowych na trzech kierunkach: administracja i zarządzanie w bydgoskiej Wyższej Szkole Pedagogicznej w 1997, obronność państwa w Akademii Obrony Narodowej w 2002 oraz studium polityki obronnej także w AON w 2007.

## Awanse generalskie
- generał brygady - 9 sierpnia 2011

## Odznaczenia
- Krzyż Kawalerski Orderu Odrodzenia Polski (2003)[3]
- Złoty Krzyż Zasługi (1997)[3]